# Messier 34
Messier 34 (również M34 lub NGC 1039) – gromada otwarta w konstelacji Perseusza. Zawiera około 60 gwiazd. Odkrył ją przed 1654 rokiem Giovanni Batista Hodierna. Niezależnie od Hodierny 25 sierpnia 1764 roku skatalogował ją Charles Messier.
Gromada M34 znajduje się w odległości od około 1450 do 1500 lat świetlnych. Średnica wynosi ok. 14 lat świetlnych (obszar o wielkości kątowej Księżyca w pełni). Jasność obserwowana – 5,5m. Wiek szacuje się na ok. 180 mln lat. W idealnych warunkach jest widzialna nieuzbrojonym okiem. Poszczególne gwiazdy można rozróżnić przez lornetkę.